# عشق در نگاه اول (فیلم ۲۰۲۳)
عشق در نگاه اول (به انگلیسی: Love at First Sight) یک فیلم کمدی رمانتیک آمریکایی محصول سال ۲۰۲۳ به کارگردانی ونسا کاسویل و نویسندگی کیتی لاوجوی است که بر اساس رمان احتمال آماری عشق در نگاه اول نوشته جنیفر ای. اسمیت در سال ۲۰۱۱ ساخته شده است. در این فیلم بازیگرانی چون هیلی ریچاردسون، بن هاردی، دکستر فلچر، راب دلینی، سالی فیلیپس و جمیله جمیل ایفای نقش می‌کنند.
این فیلم در ۱۵ سپتامبر ۲۰۲۳ از طریق نتفلیکس منتشر شد.

## خلاصه داستان
هدلی و الیور در پرواز نیویورک به لندن عاشق یکدیگر می‌شوند، آنها یکدیگر را گم می‌کنند و امکان ملاقات دوباره با یکدیگر غیرممکن به نظر می‌رسد، حال باید دید آیا ممکن است سرنوشت راهی برای ملاقات دوباره آن‌ها داشته باشد…

## ساخت
فیلمبرداری در ژانویه و فوریه ۲۰۲۱ انجام شد.

## بازخوردها
- در وب‌سایت جمع‌آوری نقد و برسی راتن تومیتوز، ۷۳٪ تائیدیه از ۴۸ نقد منتقدان مثبت است و میانگین امتیاز این فیلم ۶٫۳ از ۱۰ است. نظر کلی این وب‌سایت این است: «عشق در نگاه اول از ترفند روایی عجیب و غریب و شیمی جذاب بازیگران اصلی‌اش بهره زیادی می‌برد؛ اگرچه تا حدودی به دلیل فیلمنامهٔ بی‌روح تضعیف شده است، اما در کل هنوز یک فیلم کمدی رمانتیک بالاتر از حد متوسط است.»[۵]
- در متاکریتیک، این فیلم بر اساس نقدهای ۱۱ منتقد، میانگین امتیاز وزنی ۵۵ از ۱۰۰ را دارد که نشان‌دهندهٔ «مختلط یا متوسط» است.[۶]